# Śliska sprawa
Śliska sprawa (ang. Slither) – amerykańska komedia kryminalna z 1973 roku. Film otrzymał jedną nominację od Amerykańskiej Gildii Scenarzystów za najlepszy scenariusz oryginalnej komedii W.D. Richter.

## Główne role
- James Caan - Dick Kanipsia
- Peter Boyle - Barry Fenaka
- Sally Kellerman - Kitty Kopetzky
- Louise Lasser - Mary Fenaka
- Allen Garfield - Palmer
- Richard B. Shull - Harry Moss